# 985년

## 연호
- 북송(北宋) 옹희(雍熙) 2년
- 요(遼) 통화(統和) 3년
- 일본(日本) 에이간(永観) 3년 / 간나(寛和) 원년
- 전 레 왕조(前黎朝) 티엔푹(天福) 6년

## 기년
- 북송(北宋) 태종(太宗) 10년
- 요(遼) 성종(聖宗) 4년
- 고려(高麗) 성종(成宗) 4년
- 전 레 왕조(前黎朝) 대행제(大行帝) 6년